# إيلين ستيفنز
إيلين ستيفنز (بالإنجليزية: Eileen Stevens)‏ هي ممثلة أمريكية، ولدت في 7 يناير 1982 بنيويورك في الولايات المتحدة.

## وصلات خارجية
- إيلين ستيفنز على موقع IMDb (الإنجليزية)
- إيلين ستيفنز على موقع ألو سيني (الفرنسية)
- إيلين ستيفنز على موقع قاعدة بيانات الفيلم (الإنجليزية)
- إيلين ستيفنز على موقع كينوبويسك (الروسية)
- إيلين ستيفنز على موقع ANN person (الإنجليزية)